# ダニエル・ローバック
ダニエル・ローバック（Daniel Roebuck,  1963年3月4日 - ）は、アメリカ合衆国の俳優、声優である。

## 来歴
1963年、ペンシルバニア州ベスレヘム生まれ。幼いころからエンターテイメント業界に憧れて俳優やコメディアンを目指すようになり、10歳の時に地元のサーカス団へ参加。同サーカス団へは2年間在籍し、最も若いピエロとして各地の巡演で活躍した。その後は地元の劇場で舞台に立ち、経験を積んで行くと同時に、スタンダップコメディなどへも挑戦している。
1981年にホラー映画『Night School』にノークレジットながらも出演し、役者のキャリアをスタートさせる。それ以降は徐々に出演作を増やしていきハリソン・フォード主演の『逃亡者』や、同作品のスピンオフ作品『追跡者』などへ出演。これまでにもおよそ150本以上の映画やテレビドラマへ出演し、役者としての地位を順調に確立している。

### 私生活
これまで二度の結婚歴があり、2度目ではKelly Durstと1994年に結婚しており、2人の子供に恵まれた。

## 出演作品

### 映画
- Night School (1981)
- バック・トゥ・ザ・ネイチャー/恋の相手はB.C.ギャル Cavegirl (1985)
- リバース・エッジ River's Edge (1986)
- 飛べ、バージル/プロジェクトX Project X (1987)
- N.Y.バッド・ボーイズ Dudes (1987)
- マイルズ・フロム・ホーム Miles from Home (1988)
- 計画性の無い犯罪 Disorganized Crime (1989)
- ヘルダミアン2/蘇る魔獣伝説 Terror Eyes (1989)
- キャピタル・ニュース Capital News (1990)
- The Killing Mind (1991)
- Lookwell (1991)
- エディ・プレスリー Eddie Presley (1992)
- オンリー・ユー Only You (1992)
- 逃亡者 The Fugitive (1993)ジェラード連邦保安官補の部下4人の内の一人ビッグズ役
- King B: A Life in the Movies (1993)
- Moment of Truth: Caught in the Crossfire (1994)
- トークショー The Late Shift (1996)
- Abducted: A Father's Love (1996)
- House Arrest (1996)
- コールドデシジョン The Cold Equations (1996)
- Stir (1997)
- ランナウェイ Money Talks (1997)
- キャデラック Cadillac (1997)
- アメリカン・ヒーロー American Hero (1997)
- Sweet Jane (1998)
- 追跡者 U.S. Marshals (1998)
- Together & Alone (1998)
- ファイナル・デスティネーション Final Destination (2000)ヴァインFBI捜査官
- Up Against Amanda (2000)
- ５つ子ちゃんがやって来た! Quints (2000)
- トラフィック・オブ・メキシコ Mexico City (2000)
- ダブル・テイク Double Take (2001)
- A Mother's Testimony (2001) ※テレビ映画
- 地獄の戦艦 A Glimpse of Hell (2001)
- ワンス・アンド・フォーエバー We Were Soldiers (2002)
- プレスリーVSミイラ男 Bubba Ho-tep (2002)
- ヘンゼルとグレーテル Hansel & Gretel (2002)
- メリー・クリスマス Mary Christmas (2002) ※テレビ映画
- エージェント・コーディ Agent Cody Banks (2003)
- The Low Budget Time Machine (2003)
- Behind the Camera: The Unauthorized Story of 'Three's Company' (2003)
- Miracle Dogs (2003) ※テレビ映画
- ウインド・フォール Windfall (2003)
- The Sure Hand of God (2004)
- エージェント・コーディ/ミッション in LONDON Agent Cody Banks 2: Destination London (2004)
- 戦革機銃隊1945 Straight Into Darkness (2004)
- Monsterama: A Tribute to Horror Hosts (2004) ※テレビ映画
- Blowing Smoke (2004) ※テレビ映画
- ジェニファー・ラヴ・ヒューイットのセレブリティ Confessions of a Sociopathic Social Climber (2005)
- Behind the Camera: The Unauthorized Story of 'Mork & Mindy' (2005)
- The Naked Monster (2005)
- Graves End (2005)
- プレシディオ殺人事件 Murder at the Presidio (2005) ※テレビ映画
- アメリカン・ブラック・ビューティー American Black Beauty (2005)
- デビルズ・リジェクト マーダー・ライド・ショー2 The Devil's Rejects (2005)
- スーパークロス Supercross (2005)
- テイクアウト Take Out (2005)
- Flourish (2006)
- 赤ずきん Red Riding Hood (2006)
- A Family Lost (2007)
- L.A. ブルース LA Blues (2007)
- Trail of the Screaming Forehead (2007)
- Shredderman Rules (2007) ※テレビ映画
- ハロウィン Halloween (2007)
- Christmas Is Here Again (2007)
- Finding Amanda (2008)
- 幸せのきずな Flash of Genius (2008)
- Bryan Loves You (2008)
- The Lost Skeleton Returns Again (2009)
- Dark and Stormy Night (2009)
- ハロウィンII Halloween II (2009)
- The Haunted World of El Superbeasto (2009) ※アニメ映画
- A Fork in the Road (2009)
- Dozers (2010)
- クロエ・モレッツ/ジャックと天空の巨人 Jack and the Beanstalk (2010)
- Changing Hands (2010)
- ナイトクラブ Night Club (2011)
- That's What I Am (2011)
- クリーチャーズ 異次元からの侵略者 John Dies at the End (2012)
- ロード・オブ・セイラム The Lords of Salem (2012)
- Changing Hands Feature (2012)
- Lionhead (2013)
- Compound Fracture (2013)
- 31 31 (2016)
- スリー・フロム・ヘル 3 from Hell (2019)

### テレビドラマ
- ラブ・ボート The Love Boat (1986)
- マトロック Matlock (1987 - 1995)
- Dirty Dozen: The Series (1988)
- キャピタル・ニュース Capital News (1990)
- パレスガード Palace Guard (1991)
- 新スタートレック Star Trek: The Next Generation (1991)
- タイムマシーンにお願い Quantum Leap (1992)
- Dark Justice (1992)
- 新スーパーマン Lois & Clark: The New Adventures of Superman (1996)
- 刑事ナッシュ・ブリッジス Nash Bridges (1996 - 2000)
- ザ・プリテンダー 仮面の逃亡者 The Pretender (1997)
- スパイ・ゲーム Spy Game (1997)
- George & Leo (1998)
- V.I.P. (1998)
- リベンジ 闇の処刑人 Vengeance Unlimited (1998)
- Buddy Faro (1998)
- The King of Queens (1999)
- Early Edition (2000)
- L.A.大捜査線 マーシャル・ロー Martial Law (2000)
- ハリウッド・オフ・ランプ Hollywood Off-Ramp (2000)
- ドリュー・ケリー DE ショー! The Drew Carey Show (2000)
- ザ・ホワイトハウス The West Wing (2000)
- 透明人間 The Invisible Man (2000, 2001)
- FreakyLinks (2001)
- ボストン・パブリック Boston Public (2001)
- 女検死医ジョーダン Crossing Jordan (2001)
- The Parkers (2001)
- 堕ちた弁護士 -ニック・フォーリン- The Guardian (2001)
- NYPDブルー NYPD Blue (2002)
- Judging Amy (2002)
- シックス・フィート・アンダー Six Feet Under (2002)
- マルコム in the Middle Malcolm in the Middle (2002)
- ベッカー Becker (2003)
- The District (2003)
- The Division (2003)
- ER緊急救命室 ER (2003)
- A Minute with Stan Hooper (2003 - 2004)
- コールドケース 迷宮事件簿 Cold Case (2005)
- 名探偵モンク Monk (2005)
- デスパレートな妻たち Desperate Housewives (2005)
- ロー&オーダー Law & Order (2005)
- LOST Lost (2005 - 2010)
- NCIS 〜ネイビー犯罪捜査班 NCIS: Naval Criminal Investigative Service (2006)
- ボストン・リーガル Boston Legal (2006)
- CSI:科学捜査班 CSI: Crime Scene Investigation (2006, 2013)
- クローザー The Closer (2006)
- 女検察官アナベス・チェイス Close to Home (2006)
- WITHOUT A TRACE/FBI 失踪者を追え! Without a Trace (2007)
- K-Ville (2007)
- LOST: Missing Pieces Lost: Missing Pieces (2007)
- BONES Bones (2008)
- イレブンス・アワー Eleventh Hour (2008)
- DARK BLUE 潜入捜査 Dark Blue (2009)
- ウェイバリー通りのウィザードたち Wizards of Waverly Place (2009)
- Woke Up Dead (2009)
- The New Adventures of Old Christine (2009)
- サニーwithチャンス Sonny with a Chance (2009 - 2010)
- CSI:マイアミ CSI: Miami (2010)
- ビッグ・ラブ Big Love (2011)
- glee/グリー Glee (2010, 2011, 2012)
- メンタリスト The Mentalist (2011)
- GRIMM/グリム Grimm (2011)
- Hot in Cleveland (2012)
- Weeds ママの秘密 Weeds (2012)
- The Walking Dead (2012)
- キャッスル 〜ミステリー作家は事件がお好き Castle (2012)
- Everyone Wants Theirs (2012)
- CSI:ニューヨーク CSI: NY (2013)
- クラッシュとバーンスティーン Crash & Bernstein (2013)
- VEGAS/ベガス Vegas (2013)
- King & Maxwell (2013)
- See Dad Run (2013)
- Mob City (2013)

•NCIS:LA 〜極秘潜入捜査班（2014）
- 高い城の男 The Man in the High Castle (2015-)

### ビデオゲーム
- L.A.ノワール L.A. Noire (2011)
- デッドライジング3 Dead Rising 3 (2013)
- スター・ウォーズ ジェダイ:フォールン・オーダー Star Wars Jedi: Fallen Order (2019)

## 参照
1. 1 2 3 4  “Daniel Roebuck Biography”. 2014年8月14日閲覧。